# هيرندون (فيرجينيا)
هيرندون (بالإنجليزية: Herndon, Virginia)‏ هي منطقة سكنية تقع في الولايات المتحدة في فيرجينيا. يقدر عدد سكانها بـ 23,292 نسمة ومساحتها 10.9 كم2 وترتفع عن سطح البحر 112 متر.

## التركيبة السكانية
حدّد مكتب تعداد الولايات المتحدة بيانات التركيبة السكانية لهيرندون في تعداد الولايات المتحدة. في ما يلي، التركيبة السكانية حسب تعدادي 2000 و2010.

### تعداد عام 2000
بلغ عدد سكان هيرندون 21,655 نسمة بحسب تعداد عام 2000، وبلغ عدد الأسر 6,962 أسرة وعدد العائلات 4,968 عائلة مقيمة في البلدة. في حين سجلت الكثافة السكانية 1,947.4 نسمة لكل كيلومتر مربع (5,043.7/ميل2). وبلغ عدد الوحدات السكنية 7,190 وحدة بمتوسط كثافة قدره 646.6 لكل كيلومتر مربع (1,674.7/ميل2).
وتوزع التركيب العرقي للبلدة بنسبة 57.89% من البيض و9.51% من الأمريكيين الأفارقة و0.42% من الأمريكيين الأصليين و13.86% من الأمريكيين ذوي الأصول الآسيوية و0.05% من سكان جزر المحيط الهادئ و12.95% من الأعراق الأخرى و5.32% من عرقين مختلطين أو أكثر و26.01% من الهسبانيون أو اللاتينيون من أي عرق.
بلغ عدد الأسر 6,962 أسرة كانت نسبة 44.6% منها لديها أطفال تحت سن الثامنة عشر تعيش معهم، وبلغت نسبة الأزواج القاطنين مع بعضهم البعض 56.8% من أصل المجموع الكلي للأسر، ونسبة 9.4% من الأسر كان لديها معيلات من الإناث دون وجود شريك، بينما كانت نسبة 5.2% من الأسر لديها معيلون من الذكور دون وجود شريكة وكانت نسبة 28.6% من غير العائلات. تألفت نسبة 20.6% من أصل جميع الأسر من عدة أفراد يعيشون في نفس المنزل ونسبة 2.8% كانت تتألف من شخص يعيش بمفرده يبلغ من العمر 65 عاماً أو أكثر. وبلغ متوسط حجم الأسرة المعيشية 3.11، أما متوسط حجم العائلات فبلغ 3.54.
بلغ العمر الوسطي للسكان 31.5 عاماً. وكانت نسبة 27.1% من القاطنين تحت سن الثامنة عشر، وكانت نسبة 10.2% بين الثامنة عشر والرابعة والعشرين عاماً، ونسبة 38.3% كانت واقعةً في الفئة العمرية ما بين الخامسة والعشرين والرابعة والأربعين عاماً، ونسبة 20.5% كانت ما بين الخامسة والأربعين والرابعة والستين، ونسبة 3.9% كانت ضمن فئة الخامسة والستين عاماً فما فوق. يوجد لكل 100 أنثى 111.4 ذكر، ويوجد لكل 100 أنثى في الثامنة عشر من عمرها فما فوق 111.0 ذكر.
بلغ متوسط دخل الأسرة في البلدة 72,912 دولارًا، أما متوسط دخل العائلة فبلغ 79,140 دولارًا. وكان متوسط دخل الذكور 44,197 دولارًا مقابل 35,548 دولارًا للإناث. وسجل دخل الفرد الخاص بالبلدة 26,941 دولارًا. وكانت نسبة 4.7% من العائلات ونسبة 8.1% من السكان تحت خط الفقر، وكان من هؤلاء نسبة 9.6% تحت سن الثامنة عشر ونسبة 5.5% في الخامسة والستين من العمر وما فوق.

### تعداد عام 2010
بلغ عدد سكان هيرندون 23,292 نسمة بحسب تعداد عام 2010، وبلغ عدد الأسر 7,472 أسرة وعدد العائلات 5,357 عائلة مقيمة في البلدة. في حين سجلت الكثافة السكانية 2,094.6 نسمة لكل كيلومتر مربع (5,425.0/ميل2). وبلغ عدد الوحدات السكنية 7,813 وحدة بمتوسط كثافة قدره 702.6 لكل كيلومتر مربع (1,819.7/ميل2).
وتوزع التركيب العرقي للبلدة بنسبة 50.70% من البيض و9.54% من الأمريكيين الأفارقة و0.66% من الأمريكيين الأصليين و17.90% من الأمريكيين ذوي الأصول الآسيوية و0.02% من سكان جزر المحيط الهادئ و15.97% من الأعراق الأخرى و5.20% من عرقين مختلطين أو أكثر و33.60% من الهسبانيون أو اللاتينيون من أي عرق.
بلغ عدد الأسر 7,472 أسرة كانت نسبة 41.7% منها لديها أطفال تحت سن الثامنة عشر تعيش معهم، وبلغت نسبة الأزواج القاطنين مع بعضهم البعض 54.7% من أصل المجموع الكلي للأسر، ونسبة 10.5% من الأسر كان لديها معيلات من الإناث دون وجود شريك، بينما كانت نسبة 6.5% من الأسر لديها معيلون من الذكور دون وجود شريكة وكانت نسبة 28.3% من غير العائلات. تألفت نسبة 21.1% من أصل جميع الأسر من عدة أفراد يعيشون في نفس المنزل ونسبة 4% كانت تتألف من شخص يعيش بمفرده يبلغ من العمر 65 عاماً أو أكثر. وبلغ متوسط حجم الأسرة المعيشية 3.12، أما متوسط حجم العائلات فبلغ 3.46.
بلغ العمر الوسطي للسكان 32.7 عاماً. وكانت نسبة 25.1% من القاطنين تحت سن الثامنة عشر، وكانت نسبة 8.6% بين الثامنة عشر والرابعة والعشرين عاماً، ونسبة 37.2% كانت واقعةً في الفئة العمرية ما بين الخامسة والعشرين والرابعة والأربعين عاماً، ونسبة 23.8% كانت ما بين الخامسة والأربعين والرابعة والستين، ونسبة 5.2% كانت ضمن فئة الخامسة والستين عاماً فما فوق. وتوزع التركيب الجنسي للسكان بنسبة 52.2% ذكور و47.8% إناث.

## أعلام
- شون باركر
- ويزلي إل. فوكس
- روني دوف
- دون هاندفيلد